# J. K. 시먼스
조너선 킴블 시먼스(영어: Jonathan Kimble Simmons, 1955년 1월 9일~ )는 미국의 배우이다.

## 출연 작품
| 연도   | 작품명                                | 원제                                     | 역할              | 비고 |
| ------ | ------------------------------------- | ---------------------------------------- | ----------------- | ---- |
| 1990년 | 법과 질서                             | Law & Order                              |                   |      |
| 1994년 | 사랑의 금고털이                       | The Ref , Hostile Hostages               |                   |      |
| 1994년 | 스카우트                              | The Scout                                |                   |      |
| 1996년 | 선택                                  | Extreme Measures                         |                   |      |
| 1997년 | 자칼                                  | The Jackal                               | 위더스푼          |      |
| 1997년 | 사랑의 트라이앵글                     | Love Walked In                           |                   |      |
| 1999년 | 사랑을 위하여                         | For Love Of The Game                     | 프랭크 페리       |      |
| 1999년 | 사이더 하우스                         | The Cider House Rules                    | 레이 켄달         |      |
| 1999년 | 히트 앤 런어웨이                      | Hit And Runway                           |                   |      |
| 2000년 | 뉴욕의 가을                           | Autumn In New York                       | 닥터 톰 그랜디    |      |
| 2000년 | 기프트                                | The Gift                                 | 존슨 보안관       |      |
| 2000년 | 뷰티풀 죠                             | Beautiful Joe                            |                   |      |
| 2001년 | 멕시칸                                | The Mexican                              | 테드 슬로컴       |      |
| 2001년 | 스파이더맨                            | Spider-Man                               | J. 조나 제임슨    |      |
| 2002년 | 페스 투 워                            | Path To War                              |                   |      |
| 2003년 | 오프 더 맵                            | Off The Map                              |                   |      |
| 2004년 | 히달고                                | Hidalgo                                  |                   |      |
| 2004년 | 레이디킬러                            | The Ladykillers                          | 가스 팬케이크     |      |
| 2004년 | 스파이더맨 2                          | Spider-Man 2                             | J. 조나 제임슨    |      |
| 2005년 | 하쉬 타임                             | Harsh Times                              |                   |      |
| 2005년 | 땡큐 포 스모킹                        | Thank You For Smoking                    | 버드 BR 로러베처  |      |
| 2006년 | 퍼스트 스노우                         | First Snow                               | 바카로            |      |
| 2006년 | 스파이더맨 3                          | Spider-Man 3                             | J. 조나 제임슨    |      |
| 2007년 | 주노                                  | Juno                                     | 맥 맥거프         |      |
| 2007년 | 렌디션 (영화)                         | Rendition                                | 리 메이어         |      |
| 2007년 | 애스트로넛 파머                       | The Astronaut Farmer                     | 제이콥슨          |      |
| 2007년 | 포스탈                                | Postal                                   |                   |      |
| 2008년 | 번 애프터 리딩                        | Burn After Reading                       | CIA 상관          |      |
| 2009년 | 미쓰 루시힐                           | New In Town                              | 스투 코펜하퍼     |      |
| 2009년 | 인 디 에어                            | Up In The Air                            | 밥                |      |
| 2009년 | 죽여줘! 제니퍼                        | Jennifer's Body                          | 미스터 로블스키   |      |
| 2009년 | 붉은 모래                             | Red Sands                                |                   |      |
| 2009년 | 웨이 오브 워                          | The Way Of War                           |                   |      |
| 2009년 | 알러뷰 맨                             | I Love You, Man                          | 오스왈드 클레이븐 |      |
| 2009년 | 엑스트랙트                            | Extract                                  |                   |      |
| 2009년 | 포스트 그래드                         | Post Grad                                |                   |      |
| 2009년 | 비셔스 카인드                         | The Vicious Kind                         |                   |      |
| 2010년 | 캣츠 앤 독스 2                        | Cats & Dogs: The Revenge Of Kitty Galore |                   |      |
| 2010년 | 메가마인드                            | Megamind                                 | 워든              |      |
| 2010년 | 인비저블 사인                         | An Invisible Sign                        | 존스              |      |
| 2010년 | 크레이지 온더 아웃사이드              | Crazy On The Outside                     |                   |      |
| 2010년 | 비기너스 가이드 투 엔딩               | A Beginner's Guide To Endings            |                   |      |
| 2011년 | 뮤직 네버 스탑                        | The Music Never Stopped                  | 헨리 소여         |      |
| 2011년 | 굿 닥터                               | The Good Doctor                          |                   |      |
| 2011년 | 영 어덜트                             | Young Adult                              | 편집장 목소리     |      |
| 2012년 | 콘트라밴드                            | Contraband                               | 캡틴              |      |
| 2012년 | 더 스토리: 세상에 숨겨진 사랑         | The Words                                |                   |      |
| 2013년 | 잡스                                  | Jobs                                     | 아서 락           |      |
| 2013년 | 3 기저스!                             | 3 Geezers!                               | 제이 킴벨         |      |
| 2014년 | 위플래쉬                              | Whiplash                                 | 플렛처            |      |
| 2014년 | 한 번 더 해피엔딩                     | The Rewrite                              | Dr. 러너          |      |
| 2014년 | 베어풋                                | Barefoot                                 | Dr. 베르텔만      |      |
| 2014년 | 밀리언 달러 암                        | Million Dollar Arm                       |                   |      |
| 2015년 | 터미네이터 제니시스                   | Terminator Genisys                       | 오브라이언        |      |
| 2015년 | 아브릴과 조작된 세계                  | April and the Twisted World              | 로드리그          |      |
| 2016년 | 라라랜드                              | La La Land                               | 빌                |      |
| 2016년 | 어카운턴트                            | The Accountant                           | 레이 킹           |      |
| 2017년 | 스노우맨                              | The Snowman                              | 아르브 스탑       |      |
| 2017년 | 레니게이드                            | Renegades                                |                   |      |
| 2017년 | 파더 피거스                           | Father Figures                           |                   |      |
| 2017년 | 올 나잇터                             | All Nighter                              |                   |      |
| 2017년 | 아임 낫 히어                          | I'm Not Here                             |                   |      |
| 2017년 | 해피 어게인                           | The Bachelors                            |                   |      |
| 2017년 | 더 박스카 칠드런: 서프라이즈 아일랜드 | The Boxcar Children: Surprise Island     |                   |      |
| 2018년 | 더 프론트 러너                        | The Front Runner                         |                   |      |
| 2019년 | 스파이더맨: 파 프롬 홈                | Spider-Man: Far From Home                |                   |      |
| 2019년 | 21 브릿지: 테러 셧다운                | 21 Bridges                               | 맥케나            |      |
| 2020년 | 팜스프링스                            | Palm Springs                             | 로이              |      |
| 2021년 | 투모로우 워                           | The Tomorrow War                         |                   |      |
| 2021년 | 비잉 더 리카르도스                    | Being the Ricardos                       | 윌리엄 프롤리     |      |
| 2022년 | 모비우스                              | Morbius                                  |                   |      |
| 2024년 | 레드 원                               | Red One                                  | 닉                |      |

## 수상 경력
- 2002년 UOFM 공로상
- 2014년 아프리카-아메라카비평가협회상 남우조연상
- 2014년 오스틴비평가협회상 남우조연상
- 2014년 제35회 보스턴비평가협회상 남우조연상
- 2014년 제27회 시카고비평가협회상 남우조연상
- 2014년 디트로이트비평가협회상 남우조연상
- 2014년 댈러스-포트워스비평가협회상 남우조연상
- 2014년 인디애나기자비평가협회상 남우조연상
- 2014년 라스베가스비평가협회상 남우조연상
- 2014년 플로리안비평가협회상 남우조연상
- 2014년 포닉스비평가협회상 남우조연상
- 2014년 제79회 뉴욕비평가협회상 남우조연상
- 2014년 뉴욕온라인비평가협회상 남우조연상
- 2014년 남동부비평가협회상 남우조연상
- 2014년 유타비평가협회상 남우조연상
- 2014년 제13회 워싱턴비평가협회상 남우조연상
- 2015년 제40회 LA비평가협회상 남우조연상
- 2015년 제49회 전미비평가협회상 남우조연상
- 2015년 벤쿠버비평가협회상 남우조연상
- 2015년 노스텍사스비평가협회상 남우조연상
- 2015년 St. 루이스 게이트웨이 비평가협회상 남우조연상
- 2015년 토론토비평가협회상 남우조연상
- 2015년 빌리지 보이스 필름 폴 어워즈 남우조연상
- 2015년 제72회 골든글로브시상식 남우조연상
- 2015년 휴스턴비평가협회상 남우조연상
- 2015년 제20회 크리틱스초이스 남우조연상
- 2015년 제21회 미국배우조합상 영화부문 남우조연상
- 2015년 제35회 런던비평가협회상 남우조연상
- 2015년 제4회 AACTA 인터네셔널 어워즈 남우조연상
- 2015년 제68회 영국아카데미시상식 남우조연상
- 2015년 제19회 새틀라이트시상식 남우조연상
- 2015년 제30회 인디펜던트스피릿어워드 남우조연상
- 2015년 제87회 아카데미시상식 남우조연상